# Pteris albertiae
Pteris albertiae är en kantbräkenväxtart som beskrevs av Arbelaez. Pteris albertiae ingår i släktet Pteris och familjen Pteridaceae. Inga underarter finns listade.